# Alina Pszczółkowska
Alina Pszczółkowska, znana także pod pseudonimem Lady Dance – polska piosenkarka, kompozytorka i autorka tekstów.

## Kariera muzyczna
W latach 90. XX wieku weszła w skład kwartetu wokalnego ABBA po polsku, z którym nagrała albumy The Best of ABBA po polsku, The Best of ABBA po polsku 2, The Best of ABBA po polsku 3 oraz ABBA po polsku – Exclusiv ’95. W 2000 została jedną z laureatek Międzynarodowego Festiwalu Piknik Country & Folk w Mrągowie, gdzie zdobyła II nagrodę za wykonanie utworu „Świat w ramionach”. Występowała z orkiestrami Zbigniewa Górnego i Aleksandra Maliszewskiego. Wielokrotnie wykonywała wokal wspierający dla różnych artystów polskiej sceny muzycznej. Przez 7 lat występowała na koncertach z Krzysztofem Krawczykiem, z którym nagrywała również duety, na przykład w utworach „Wracam tu na święta” oraz „Dzisiaj dzwony dzwonią” z albumu Piosenki świąteczne.
W 1994 wzięła gościnny udział w produkcji wydawnictwa Hity z satelity po polsku 2 Magdaleny Dureckiej i jej zespołu K&K Studio Singers, na którym wykonała utwór „It Must Have Been Love (To więcej niż los)”. Pod swoim nazwiskiem wydała cztery albumy studyjne: Al Bano & Romina Power – Największe przeboje po polsku (1993; wraz z Michałem Gielniakiem), Piosenki nasze i naszych przyjaciół (1994), Trochę żal szalonych lat (1994) oraz Zagubiona (1997). Ostatni album promowany był przez osobne wydawnictwo o tym samym tytule, na którym umieszczono utwory „Wiem o Tobie” oraz „Zagubiona – spraw Boże mój”. Jako kompozytorka i autorka tekstów stworzyła między innymi wraz z Januszem Piątkowskim muzykę do utworu „Słów nie rzuca się na wiatr”, napisała także utwór „Wino, wino” z Ryszardem Kniatem oraz „Katia Katierina” z Andrzejem Kosmalą. W 1996 występowała pod pseudonimem Lady Dance, pod którym wydała nakładem Blue Star album studyjny Jestem Twoją lady.
W 1998 Colin Bass zaprosił wokalistkę do zaśpiewania chórków w utworze „Reap What You Sew” na jego debiutanckim solowym albumie An Outcast of the Islands. W 2001 dołączyła do współtworzonego przez Jerzego Różyckiego, Magdalenę Durecką i Michała Gielniaka projektu muzycznego Floryda Dance Band, z którym wydała album Biesiada bez granic.
Od 2018 współtworzy kwartet wokalno-rozrywkowy wraz z Michałem Gielniakiem, Urszulą Lidwin oraz Dariuszem Piskorskim.

## Dyskografia

### Albumy studyjne
| Rok  | Dane dot. albumu |
| ---- | --- |
| 1993 | Al Bano & Romina Power – Największe przeboje po polsku (wraz z Michałem Gielniakiem) - Wydany: 1993 - Wytwórnia: STD - Format: kaseta |
| 1993 | A Tribute to Mireille Mathieu - Wydany: 20 czerwca 1993 - Wytwórnia: K&K Studio - Format: CD, digital download, streaming             |
| 1994 | Piosenki nasze i naszych przyjaciół - Wydany: 1994 - Wytwórnia: Omega Music - Format: CD, kaseta                                      |
| 1994 | Trochę żal szalonych lat - Wydany: 1994 - Wytwórnia: Omega Music, K&K Studio - Format: CD, digital download, streaming                |
| 1996 | Jestem Twoją lady (pod pseudonimem Lady Dance) - Wydany: 1996 - Wytwórnia: Blue Star - Format: CD, kaseta                             |
| 1997 | Zagubiona - Wydany: 1997 - Wytwórnia: Polside Music - Format: kaseta                                                                  |

### Utwory dla innych artystów
| Rok  | Wykonawca  | Album                     | Utwór               | Uwagi  | Źr.    |
| ---- | ---------- | ------------------------- | ------------------- | ------ | ------ |
| 1999 | Colin Bass | An Outcast Of The Islands | „Reap What You Sew” | chórek | [ 20 ] |